# Hipposideros larvatus
Hipposideros larvatus е вид прилеп от семейство Hipposideridae. Видът не е застрашен от изчезване.

## Разпространение
Разпространен е в Бангладеш, Виетнам, Индия, Индонезия (Бали, Калимантан, Суматра и Ява), Камбоджа, Китай, Лаос, Малайзия (Западна Малайзия, Сабах и Саравак), Мианмар и Тайланд.